# Melouria
Melouria war eine ursprünglich vierköpfige deutsche Band, die aus der zehnten Popstars-Staffel hervorgegangen ist.

## Bandgeschichte
Unter dem Motto „Popstars goes Ibiza“ startete ProSieben die zehnte Staffel der Castingshow Popstars. Dieses Mal wurde die Suche wieder mit männlichen und weiblichen Teilnehmern begonnen. Die Jury formierte sich aus den ehemaligen Siegern Lucy Diakovska (No Angels, 2000), Ross Antony (Bro’Sis, 2001) und Senna Gammour (Monrose, 2006) sowie Detlef Soost, der bereits in den vorhergehenden Staffeln über die Teilnehmer urteilte.
Im Finale am 20. September 2012 traten dann acht Kandidaten gegeneinander an. In vier Runden schaffte es jeweils eine Person in die Band, während eine andere ausschied. Gegen 22:35 Uhr trat Melouria erstmals als vollzählige Band mit ihrem Siegersong auf.
Die Bandmitglieder konnten unter drei Bandnamen „Mixtype“, „Softrebel“ oder „Melouria“ wählen, welche alle drei vom Management vorgegeben wurden. In späteren Interviews gab die Band an, den Bandnamen „Melouria“ gewählt zu haben, da der Name eine Mischung aus dem Wort „Melodie“ und dem Lied Euphoria von Loreen sei, welches die Band während des Workshops auf Ibiza begleitet und geprägt hat.
Melouria war die erste Popstars-Siegerband, bei der zum Finale nur eine Single und kein Album produziert wurde. Die erste Single How Do You Do! 2012 ist ein Coversong, sein Original stammt von Roxette und wurde um Rap-Einlagen ergänzt. Ab dem 21. September 2012 ging der Song auf einigen Downloadportalen online, am 28. September 2012 folgte dann die Veröffentlichung als CD. Die Single schaffte es nicht in die Top 20 der deutschen Singlecharts und erzielte nur einen einwöchigen Chart-Aufenthalt.
Nach dem Finale bezogen die Bandmitglieder ein Loft im Hotel Penta in Berlin, wo sie weitere Tanzstunden, Vocalcoachings und Songwritingsessions erhielten, die in einem Bandblog auf MyVideo veröffentlicht wurden.
Am 20. November 2012 fand die Videopremiere zu ihrer zweiten Single Miracle statt, die am 30. November als Download veröffentlicht wurde. Das Lied wurde von Jenson Vaughan geschrieben. Für das Musikvideo hatte die Band nur ein geringes Budget von 2.000 EUR zur Verfügung. Miracle verfehlte in Deutschland, Österreich und der Schweiz den Einstieg in die Charts.
Im November 2012 traten Melouria im Vorprogramm von Daniel Schuhmacher auf und begleiteten Detlef D! Soost auf seiner „D!s Family & Friends Tour“.
Am 6. April 2013 verkündete Cem Özdemir auf seinem Facebook-Profil nach internen Streitigkeiten, die nach einer Autogrammstunde in den Spandauer Arcaden in Berlin entstanden, seinen Ausstieg aus der Gruppe. Zwei Wochen später wurde in einer Pressemitteilung bekanntgegeben, dass sich Özdemir aus gesundheitlichen Gründen eine Auszeit von Melouria nehme und die Band als Trio weiter arbeiten wolle.
Kurz nach dem Ausstieg von Özdemir entschied sich auch der Rest der Band getrennte Wege zu gehen. Am 1. Mai 2013 gab Stephanie Graf die Auflösung der Band bekannt.

## Bandmitglieder
- Alessio Intemperante (* 20. Mai 1991) kam in der ersten Entscheidung des Finales mit dem Overground-Song Schick mir ’nen Engel in die Band.
- Stephanie „Steffi“ Graf (* 21. November 1992) überzeugte die Jury mit einer Unplugged-Version des David-Guetta-Songs Titanium und schaffte es damit als zweites Mitglied in die Band. Graf startete nach der Auflösung der Band mit Alessandro Ruotolo, ebenfalls ein Popstars-Kandidat der zehnten Staffel, ein Duo namens Pro2Type.[10] Im September 2014 veröffentlichte sie als Evy den Song Prototype.
- Alexander „Alex“ Babacan (* 7. Juni 1989) gelang es im Kampf der letzten Vier, das finale Juryurteil mit dem Song With a Little Help from My Friends von den Beatles für sich zu entscheiden. 2017 nahm er an der siebten Staffel der Gesangs-Castingshow The Voice of Germany teil und schied in der „Battle Round“ aus.
- Cem Özdemir (* 1992) wurde per Zuschauervoting zum vierten und letzten Bandmitglied gewählt. Er überzeugte die Anrufer mit dem Finalsong How Do You Do! 2012, so dass die Mehrheit für ihn abstimmte. Özdemir stieg wenige Wochen vor der offiziellen Auflösung aus der Band aus.

## Diskografie (Singles)
| Jahr | Titel               | Höchstplatzierung, Gesamtwochen, AuszeichnungChartplatzierungen (Jahr, Titel, Platzierungen, Wochen, Auszeichnungen, Anmerkungen) | Höchstplatzierung, Gesamtwochen, AuszeichnungChartplatzierungen (Jahr, Titel, Platzierungen, Wochen, Auszeichnungen, Anmerkungen) | Höchstplatzierung, Gesamtwochen, AuszeichnungChartplatzierungen (Jahr, Titel, Platzierungen, Wochen, Auszeichnungen, Anmerkungen) | Anmerkungen                              |
| Jahr | Titel               | DE | AT | CH | Anmerkungen                              |
| ---- | ------------------- | --- | --- | --- | ---------------------------------------- |
| 2012 | How Do You Do! 2012 | DE37 (1 Wo.)DE | AT15 (3 Wo.)AT | CH75 (1 Wo.)CH | Erstveröffentlichung: 28. September 2012 |

Weitere Veröffentlichungen:
- 2012: Miracle